# Monastyryský rajón
Monastyryský rajón (ukrajinsky Монастириський район) byl rajón v Ternopilské oblasti na Ukrajině. Hlavním městem byla Monastyryska a rajón měl přibližně 26 tisíc obyvatel. 

## Sídla v rajónu
- Koropec
- Monastyryska